# Гора Ірвінґ
Гора Ірвінґ - гора заввишки 1950 метрів (6398 футів). Найвища точка острова Кларенс, який входить до Південних Шетландських островів (деякі старі джерела подають висоту у 2300 метрів (7546 футів)). Округла, густо вкрита льодовиками гора відноситься до хребта Урда, що займає південну частину острова. Характерною особливістю гори, безсумнівно, було полювання на тюленів на цій області у 1820-х роках. Гора була названа комітетом з антарктичних топонімів Великої Британії (UK Antarctic Place-Names Committee) на честь контр-адмірала Королівського флоту сера Едмунда Джорджа Ірвінґа (Гідрографія Військово-Морського Флоту Великої Британії, 1960—1966). Групою першопроходження складалася з капітану Кріспіна Эгнью, Джона Халта і Джорджа Брюса в підтримку «Об'єднаної експедиції на острів Мордінова» (Joint Services Expedition to Elephant Island) 6 грудня 1970 року.